# Tarfside
Tarfside ist ein Weiler im Glen Esk in der schottischen Council Area Angus. Er liegt am Water of Tarf nahe seiner Einmündung in den North Esk, 14 km nordwestlich von Edzell. Tarfside war der Hauptort im abgelegenen Civil Parish Lochlee.
1879 ließ Lord Forbes hier eine Episkopalkirche zum Gedenken an Reverend Alexander Forbes (1817–1875), den Bischof von Brechin, errichten. Die heutige St.-Drostan-Kirche ist ein Einkehrzentrum, das von der Brechin Cathedral betrieben wird.
Tarfside steht in enger Verbindung mit den Earls of Dalhousie, den wichtigsten Grundbesitzern des Ortes. William Maule, 1. Lord Panmure baute hier 1821 eine Freimaurerhalle. Die Maule Memorial Church wurde nach der Spaltung der Church of Scotland 1843 gebaut. Während der 1. Lord Panmure der Freikirche nicht wohlwollend gegenüberstand, schenkte Fox Maule Ramsay (1801–1874), der 2. Lord Panmure und 11. Earl of Dalhousie, seinem Freund und Führer der Freikirche Thomas Guthrie das notwendige Land. Beiden Männern wird in der Kirche mit feinen Glasmalereien gedacht. Seit 1997, nach dem Niedergang der Ortsgemeinde, finden die Gottesdienste nur noch einmal im Monat statt.
Auf dem Migvie-Hügel im Westen befindet sich ein Steinhaufen, bekannt als Rowan Tower, der 1866 vom 11. Earl of Dalhousie als Familiengedenkstätte errichtet wurde.